# Section de la Fraternité
La section de la Fraternité était, sous la Révolution française, une section révolutionnaire parisienne.

## Représentants
Elle était représentée à la Commune de Paris par :
- Claude Desboisseaux (1755-1794), Juré au Tribunal révolutionnaire, il est guillotiné le 11 thermidor an II (29 juillet 1794),
- Pierre Girod, né à Paris le 27 mars 1767, marchand mercier demeurant 40 rue des Deux-Ponts. Il est guillotiné le 11 thermidor an II,
- Jean Charles Pierre Lesire, né à Rosoy (Seine-et-Marne) en 1751, demeurant quai de l'Union. Il s'intitule cultivateur mais devait être d'une famille noble. Il est guillotiné le 11 thermidor an II.
- Crescent ou Cressant

## Historique
La section de la Fraternité s’appelait « section Saint-Louis » avant de changer de nom en novembre 1792.

## Territoire
Toute l’île Saint-Louis.

## Limites
La limite de cette Section est située dans son île et comprend toutes les rues, quais, etc. s’y trouvant.

## Local
La section de la Fraternité se réunissait dans l’église Saint-Louis-en-l’Île, 19bis, rue Saint-Louis-en-l’Île. La section comprenait 1 100 citoyens actifs.

## Population
4 860 habitants, dont 300 ouvriers et 1 180 économiquement faibles. La section comprenait 900 citoyens actifs.

## 9 Thermidor an II
Rapport d’Edme-Bonaventure Courtois :

« La section de la Fraternité, réunie d’après l’arrêté du conseil général, commence par nommer six commissaires pour aller à la Commune y exprimer les sentiments d’union et de fraternité de la section; et l’informer que l’assemblée unanimement arrêté et fait serment de sauver la patrie et la représentation nationale; elle fait même le serment de maintenir l’unité et l’indivisibilité de la République, de se rallier autour de la Convention nationale. À peine a-t-elle nommé ses commissaires, qu’elle apprend la rébellion des municipaux, et révoque son arrêté ; mais il paraît que les commissaires étaient partis ; et, par les pièces de la Commune on voit qu’ils avaient annoncé que la section était debout pour sauver la patrie, et qu’ils ont prêté le serment demandé ; mais la section a persisté dans son attachement à la représentation nationale.
Je ne puis juger de la conduite des comités, n’ayant entre les mains aucune pièce du 9 au 10 thermidor an II. »

Cette section resta fidèle à la Convention nationale le 9 thermidor an II (27 juillet 1794) malgré Claude Desboisseaux, Pierre Girod et Jean-Charles Lesire qui, eux, prêtèrent serment à la Commune de Paris et furent guillotinés le 11 thermidor an II (29 juillet 1794).

## Évolution
Après le regroupement par quatre des sections révolutionnaires par la loi du 19 vendémiaire an IV (11 octobre 1795) qui porte création de 12 arrondissements, la présente section est maintenue comme subdivision administrative, puis devient, par arrêté préfectoral du 10 mai 1811, le quartier de l'Île-Saint-Louis (9e arrondissement de Paris).

## Galerie

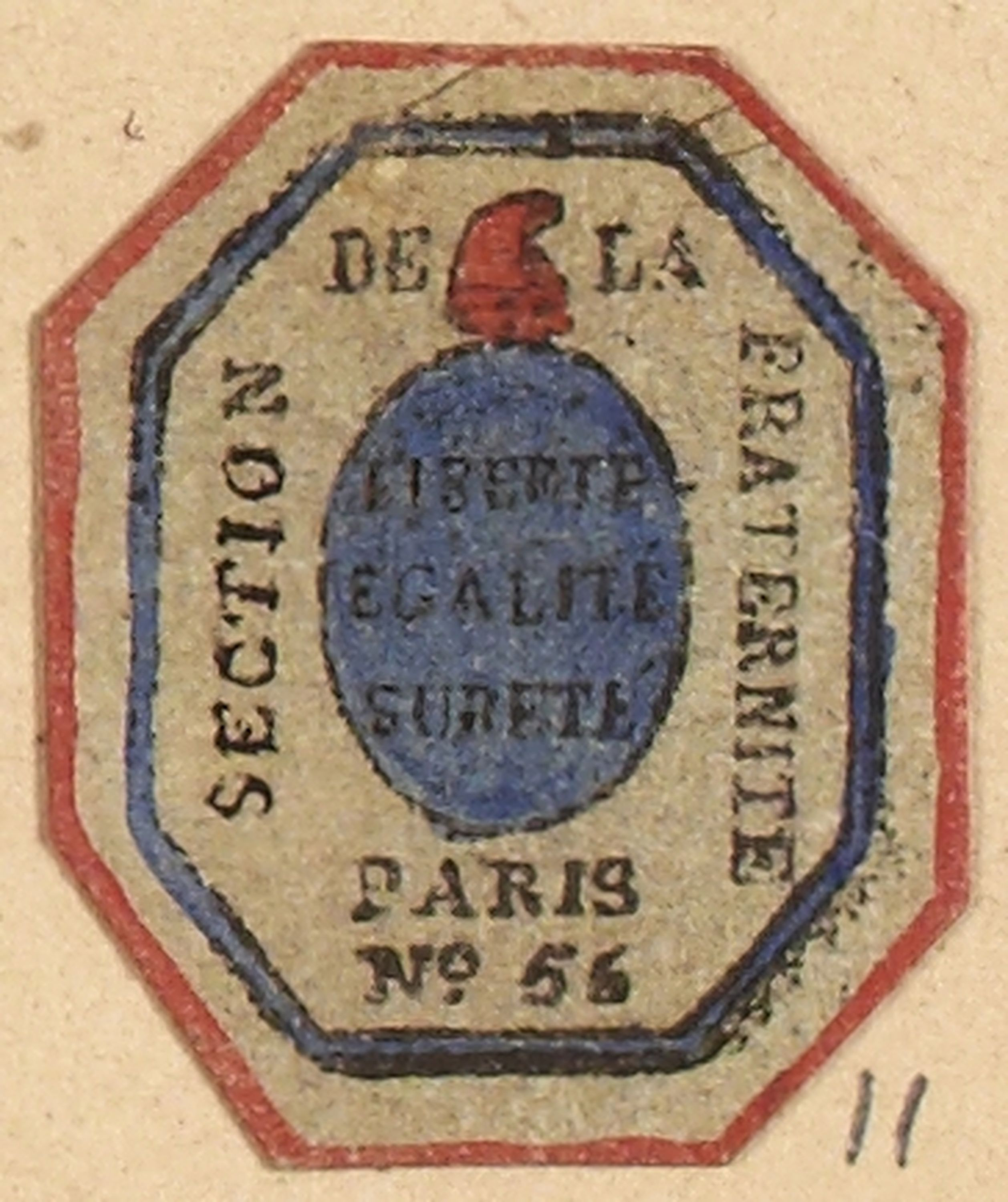
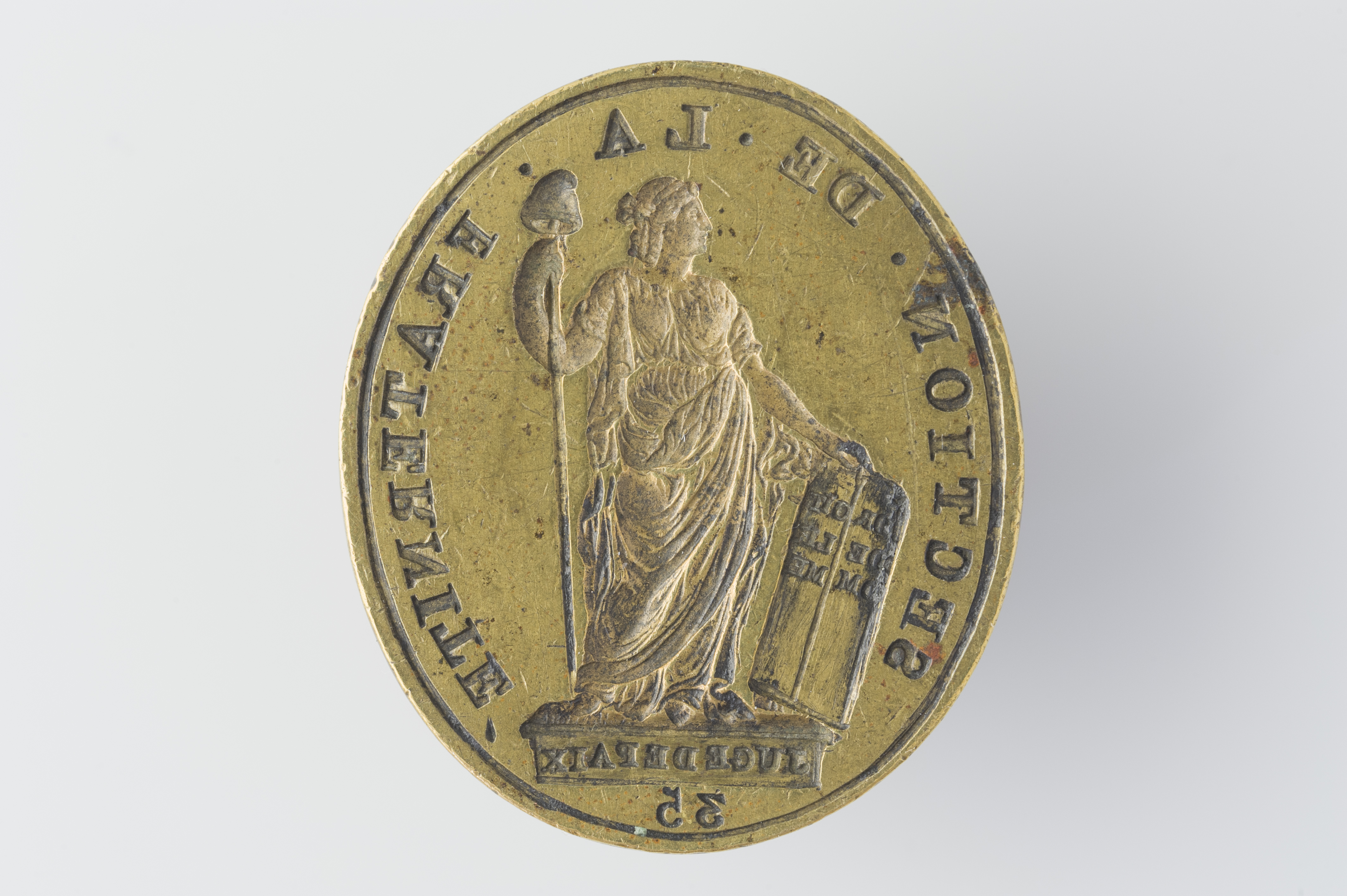
Sceau du juge de paix de la section de la Fraternité.